# Lindow
Lindow là một thị xã thuộc huyện Ostprignitz-Ruppin, bang Brandenburg, Đức. Đô thị Lindow có diện tích 65,17 km², dân số thời điểm 31 tháng 12 năm 2006 là 3243 người. Đô thị này có cự ly 14 km về phía đông bắc Neuruppin, và 29 km về phía tây bắc Oranienburg.